# معهد تمويل التنمية للمغرب العربي
معهد تمويل التنمية للمغرب العربي (بالفرنسية: Institut de financement du développement du Maghreb arabe)‏ هي مؤسسة تعليم عالي، تأسست باتفاقية وقعت في 3 سبتمبر 1981 بين الحكومة التونسية والجزائرية، وذلك بهدف توفير تكوين لمرحلة ما بعد التخرج من التعليم العالي المتخصص لفائدة الإطارات العليا المغاربية لتلبية احتياجات البنوك وشركات التأمين والإدارات الوزارية وأي مؤسسة عامة أو خاصة أخرى.

يقع مقر المعهد في حي المنار 2 السكني، شمال تونس العاصمة.

## روابط خارجية
- الموقع الرسمي.